# Nagu'a
 (août 2022).
Pour plus de détails, voir Fiche technique et Distribution.
Nagu'a (נגוע) est un film israélien réalisé par Amos Guttman, sorti en 1982.

## Synopsis
Robi, un jeune homosexuel, travaille dans le magasin de ses grands-parents et rêve de devenir réalisateur.

## Fiche technique
- Titre : Nagu'a
- Titre original : נגוע
- Titre anglais : Drifting[1]
- Réalisation : Amos Guttman
- Scénario : Amos Guttman et Edna Mazia
- Musique : Arik Rudich
- Photographie : Yossi Wein
- Montage : Anna Finkelstein
- Production : Malka Assaf, Amos Guttman, Edna Mazia, Enrique Rottenberg et Jonathan Sagall
- Société de production : Kislev Films
- Pays :  Israël
- Genre : Drame
- Durée : 80 minutes
- Dates de sortie : 
  -  États-Unis : octobre 1982 (festival international du film de Chicago)
  -  Israël : 1983

## Distribution
- Jonathan Sagall : Robi
- Ami Traub : Han
- Ben Levin : Erzi
- Dita Arel : Rachel
- Boaz Torjemann : Baba
- Mark Hassman : le père de Robi

## Distinctions
Le film a été présenté en sélection officielle en compétition au festival international du film de Chicago.